# 薛澤
薛澤（?—?），西汉丞相。汉高祖功臣广平侯薛歐之孙，薛泽为平棘侯，谥节。前131年，田蚡死后，他为丞相，他担任八年丞相，其权力被汉武帝的中朝架空。前124年，薛泽免官，公孙弘为丞相。
| 前任： 田蚡 | 西汉丞相 前131年—前124年 | 繼任： 公孙弘 |